# Rainer Bieling
Rainer Bieling (* 30. April 1950 in Berlin-Schöneberg) ist ein deutscher Journalist und Medienentwickler. Der promovierte Philosoph war bis Dezember 2018 Redaktionsdirektor des Informations- und Hintergrunddienstes Der Hauptstadtbrief. Zuvor war er Chefredakteur der Publikumszeitschriften Zitty und Guter Rat.

## Leben
Bieling wuchs in Berlin auf, besuchte die Klosterfeld Grundschule und legte 1970 das Abitur an der Freiherr-vom-Stein-Oberschule in Berlin-Spandau ab. Ab 1967 hatte er die Schülerzeitung Bumerang geleitet und sich an der Außerparlamentarischen Opposition (APO) beteiligt. 1968 schloss er sich der Basisgruppe Spandau an und war bis 1977 in der Neuen Linken aktiv, zuletzt im Sozialistischen Büro (SB), dem seinerzeit unter anderem Elmar Altvater, Wolf-Dieter Narr, Oskar Negt, Dan Diner, Willi Hoss, Detlev Claussen und später auch Rudi Dutschke angehörten.
Bieling studierte ab 1970 an der Freien Universität Berlin, unter anderem Publizistik bei Harry Pross und Ivan Bystrina, Politische Wissenschaften am Otto-Suhr-Institut (OSI) bei Elmar Altvater und Wolf-Dieter Narr und am Soziologischen Institut bei Joachim Bischoff und Urs Jaeggi. 1974 schloss er sein Studium mit einer Magisterarbeit Zur Kritik der Widerspiegelungstheorie ab. 1979 wurde er mit seiner Arbeit Spinoza im Urteil von Marx und Engels zum Doktor der Philosophie promoviert.
1979 wurde Bieling zunächst Autor, 1980 verantwortlicher Redakteur und 1983 Chefredakteur der Berliner Stadtillustrierten Zitty. In zahlreichen Leitartikeln und Beiträgen setzte er sich kritisch mit der Rolle von Restgruppen der Neuen Linken in den Neuen sozialen Bewegungen der 1980er Jahre auseinander, befürwortete das pluralistische Wechselspiel von Mainstream und Off-Kultur und förderte die mentale Integration der Alternativbewegung in die parlamentarische Demokratie. 1986 schied er aus der Redaktion aus und schrieb das Buch Die Tränen der Revolution. Die 68er zwanzig Jahre danach, 1988 erschienen im Wolf Jobst Siedler Verlag.
1988 ging Bieling als Ressortchef zur heute nicht mehr existierenden Zeitschrift Lui nach München und wechselte 1989 als Leitender Redakteur zur mittlerweile ebenfalls eingestellten deutschen Ausgabe (herausgegeben von Hubert Burda Media, München) des US-amerikanischen Wirtschaftsmagazins Forbes Magazine, bekannt für seine jährlichen Ranglisten der reichsten und einflussreichsten Menschen der Welt.
Bieling kehrte 1990 nach Berlin zurück und übernahm die Chefredaktion des ostdeutschen Verbrauchermagazins Guter Rat (herausgegeben vom Verlag für die Frau, Leipzig, und der Sebaldus/Gong-Gruppe, Nürnberg). Guter Rat ist die älteste noch existierende Zeitschrift, die nach dem Zweiten Weltkrieg neu gegründet wurde. Sie erschien nach dem Mauerfall zunächst weiterhin nur in den neuen Bundesländern und hat unter Bielings Führung – anders als die meisten anderen früheren DDR-Zeitschriften – die Nachwendejahre überlebt. Die Leserschaft honorierte die Ausrichtung der Zeitschrift auf Integration der neuen Bundesbürger in die soziale Marktwirtschaft mit stabilen Auflagen. 1997 gelang es der Redaktion mit Unterstützung des Verlags für die Frau, Guter Rat auch in den alten Bundesländern einzuführen. Heute gehört Deutschlands erstes Verbrauchermagazin zur Verlagsgruppe Hubert Burda Media.
Seit 1998 arbeitet Bieling als Journalist und Medienentwickler und setzt analoge und digitale Vorhaben um. Als seine Spezialität nennt er „das Identifizieren der historischen Wurzeln aktueller Konflikte und deren Einfluss auf Lösungen mit oder ohne Zukunft“. Als Head of Special Editions bei Times Media, Berlin, konzipierte und realisierte er von 2007 bis 2010 Sonderprodukte für deren englischsprachige Monatszeitungen The Atlantic Times und The German Times. 2011 betreute er den Relaunch des Berliner Informations- und Hintergrund-Dienstes Der Hauptstadtbrief, dessen Redaktionsdirektor er von 2012 bis 2018 war.

## Zitate
„Die Generation der APO war – darauf hat Rainer Bieling bereits im Jubiläumsjahr 1988 hingewiesen – auch die Generation eines völlig neuen Sounds in der Beatmusik. Was für die Universitäten Rudi Dutschke und Hans-Jürgen Krahl gewesen sind, waren für die große Mehrheit unserer aufbegehrenden Generationsgenossen in den Betrieben und Schulen Janis Joplin, Bob Dylan oder Jimi Hendrix: ‚Musik und Mode, Drogen und der Kult der langen Haare sprachen das unakademische Nein zum sozialen Entwurf des Establishment aus.‘ Beide Protestkulturen dynamisierten und erneuerten sich gegenseitig im Strom der Revolte.“

„Gewollt ist vor allem das gesicherte Erscheinen der Stadtmagazine, weil ihre Macher, wie Zitty-Redakteur Rainer Bieling in Berlin sagt, die ‚Instabilität der alternativen Zeitschriften in den siebziger Jahren‘ letztlich für unproduktiv halten. Die Erscheinungsweise der einstigen Nonkonformen, der Hippie-, Sponti- und K-Gruppen-Blätter, war nach Verlagsangaben oft ‚unsicher‘ oder ‚unregelmäßig‘. Für die Stadtmagazine dagegen steht die kommerzielle Existenzsicherung im Vordergrund. Das ist, gemessen an den Alt-Alternativen, das eigentlich Neue an ihnen: daß sie den Markt, als Forum des Leser-Gewinnens, schlicht akzeptieren. ‚Wir sind‘, sagt daher der Zitty-Kollege und promovierte Philosoph Bieling, 34, über den Lernprozess, ‚ein Phänomen der achtziger Jahre‘ – auch wenn die ersten schon in den Siebzigern herauskamen. Aus dem Schicksal der Vorgänger zogen sie die Lehre, Konflikte und Tendenzfehden zwar nicht abzuschaffen, aber die selbstzerstörerische Zuspitzung zu vermeiden. Durchgesetzt hat sich eine popularisierte, ‚ideologisch nicht so festgelegte Blattlinie‘ (Bieling).“

„Es gibt Augenblicke, da fühlt sich der Berliner Rainer Bieling, 45, seinem Einheitskanzler ganz nahe: ‚Die Menschen im Osten sind verzagt‘, sagt er dann, ‚und wir müssen wieder Zuversicht aufbauen.‘ Mit ‚wir‘ meint er in erster Linie sich, den einstigen Sponti aus der West-Berliner Szene, der das Stadt-Magazin Zitty mitbegründete, im Burda-Blatt Forbes bürgerlich werden wollte und im übrigen ein ‚eingefleischter Wessi‘ geblieben ist. Jetzt aber übt Bieling im Osten eine Mission aus: Er will den neuen Bundesbürgern, die unvertraut mit den Alltagstechniken des Kapitalismus sind, dabei helfen, in der Konkurrenz- und Konsumwelt heimisch zu werden – als Chefredakteur des ehemaligen DDR-Verbrauchermagazins Guter Rat. 1990 übernahm die Nürnberger Sebaldus/Gong-Gruppe den Guten Rat! und schickte Bieling als Chefredakteur nach Ost-Berlin. Der Westdynamiker verordnete dem Ostblatt eine Glanzreinigung, verpasste ihm Farbe. Er führte die direkte Leser-Anrede ein (‚Sie können bei uns …‘) und verbot seinen Redakteuren Slangwörter und Anglizismen. Die lächelnden Models auf dem Titelbild ersetzte er durch Zahlengrafiken und stilisierte Geldscheine. Die Gartentipps, die Kaufberatung und die Warentests – all das, was die Leser schon zu DDR-Zeiten geschätzt hatten, behielt Bieling bei: ‚Wir sind im Kern die alten geblieben – den Blickwinkel Ost haben wir nicht aufgegeben.‘“